# Chiron Verlag
Der Chiron Verlag ist ein deutscher Esoterik-Verlag mit Sitz in Tübingen.
Schwerpunkt des Verlagsprogramms sind Bücher zur Astrologie.
Der Verlag wurde 1984 in Dußlingen von Reinhardt Stiehle (* 1958) gegründet. Der Verlagsname bezieht sich auf den 1977 entdeckten Asteroiden (2060) Chiron.
Autoren des Verlags sind zeitgenössische Astrologen wie Brigitte Hamann und Liz Greene. Aufgelegt werden auch Bücher der verstorbenen Astrologen Karl Brandler-Pracht, Walter A. Koch, Bernd A. Mertz, Klemens Ludwig, Michael Roscher, Dane Rudhyar, Thomas Ring, Reinhold Ebertin und Hajo Banzhaf aber auch des Philosophen Paul Feyerabend und einzelner historischer Autoren.